# Gouy-en-Artois
Gouy-en-Artois település Franciaországban, Pas-de-Calais megyében. Lakosainak száma 326 fő (2022. január 1.). Gouy-en-Artois Wanquetin, Monchiet, Simencourt, Bailleulmont, Bailleulval, Bavincourt és Fosseux községekkel határos.

## Népesség
A település népességének változása:
| Lakosok száma | 324  | 322  | 334  | 330  | 328  | 326  | 325  | 325  | 326  |
|               | 2013 | 2015 | 2016 | 2017 | 2018 | 2019 | 2020 | 2021 | 2022 |